# Стейнби, Маргарета
Маргарета Стейнби (фин. Eva Margareta Steinby; род. 21 ноября 1938, Выборг) — финский классический археолог. Профессор Оксфорда (1994—2004).
Имеет степени MA и PhD.
В 1973-77 гг. помощник директора и в 1979-82 и 1992-4 гг. директор Финского института в Риме. Затем с. н. с. Академии Финляндии в Хельсинки.
В 1994—2004 гг. профессор археологии Римской империи Института археологии Оксфордского университета и член его Колледжа Всех Душ (затем эмерит).
Член Лондонского общества антикваров (1997).
Награждена Орденом Белой розы Финляндии (1991).